# أوا (توكوشيما)
مدينة أوا (بالإنجليزية: Awa)‏ هي أحد المدن التابعة لمحافظة توكوشيما. تأسست رسميًا في 01/04/2005. ويقدر عدد سكانها بـ 40303 نسمة حسب تقدير مكتب الإحصاء الياباني لعام 2012. تبلغ مساحة أوا 190.97 كم2. بكثافة سكانية تبلغ 211 نسمة/كم2.

## أعلام
- تيتسوؤو كاغاوا